# Lady Travellers
Lady Travellers è una serie televisiva prodotta da Rai (Radiotelevisione Italiana) e Rai Storia, trasmessa su Rai Storia dal 2015 al 2017. Sono state realizzate due stagioni.
La serie narra la vita e i viaggi avventurosi di dodici donne esploratrici vissute tra il XIX e il XX secolo. 
La narrazione è in parte extradiegetica, con una voce fuori campo che racconta in prima persona la storia del personaggio trattato,  mentre sullo schermo corrono animazioni realizzate con la tecnica del teatro delle ombre e foto e filmati originali dell'epoca, e in parte diegetica, con interviste e approfondimenti di ricercatrici e docenti.

## Prima stagione
La prima stagione, andata in onda a partire dal dicembre 2015, è composta da sei episodi che raccontano la storia di:
- Alexandra David-Néel, scrittrice e esploratrice francese ricordata come la prima donna occidentale a raggiungere Lhasa, in Tibet, nel 1924
- Giuseppina Croci, italiana che alla fine del XIX andò a lavorare nelle filande di seta in Cina
- Mary Kingsley, scrittrice e etnologa inglese che studiò le tribù cannibali in Africa
- Isabella Bird, scrittrice e viaggiatrice inglese prima donna ad essere ammessa alla Royal Geographical Society di Londra
- Carmen de Burgos, prima giornalista professionista in Spagna e attivista per i diritti delle donne
- Marga D’Andurain, avventuriera francese sospettata di essere una spia, cercò di essere la prima donna europea ad entrare alla Mecca, ma venne assassinata prima di riuscirvi

## Seconda stagione
La seconda stagione, andata in onda a partire da gennaio 2017, comprende sei nuove biografie di celebri viaggiatrici:
- Elizabeth Jane Cochran, detta Nellie Bly, giornalista statunitense creatrice del giornalismo sotto copertura e prima donna a completare un giro del mondo in solitaria, terminato in soli 72 giorni tra il 1889 e il 1890
- Aurora Bertrana, nata in Catalogna, visse a Tahiti e in Marocco, scrivendo storie ispirate ai luoghi da lei visitati
- Ella Maillart, scrittrice, velista e hockeista su prato svizzera, divenne celebre per i suoi viaggi in Unione sovietica e in Asia
- Gertrude Bell, archeologa, diplomatica e scrittrice britannica, sostenne la rivolta araba durante la prima guerra mondiale e al termine del conflitto ebbe un ruolo importante nella nascita dello stato dell'Iraq
- Freya Madeline Stark, viaggiatrice e scrittrice britannica, fu tra le prime donne europee a viaggiare nel deserto arabico e la prima persona a mappare le Valli degli Assassini in Persia.
- Eva Mameli Calvino, botanica e naturalista italiana, nel 1915 fu la prima donna in Italia ad ottenere una cattedra di libera docenza in botanica